# Malát-aspartátový člunek

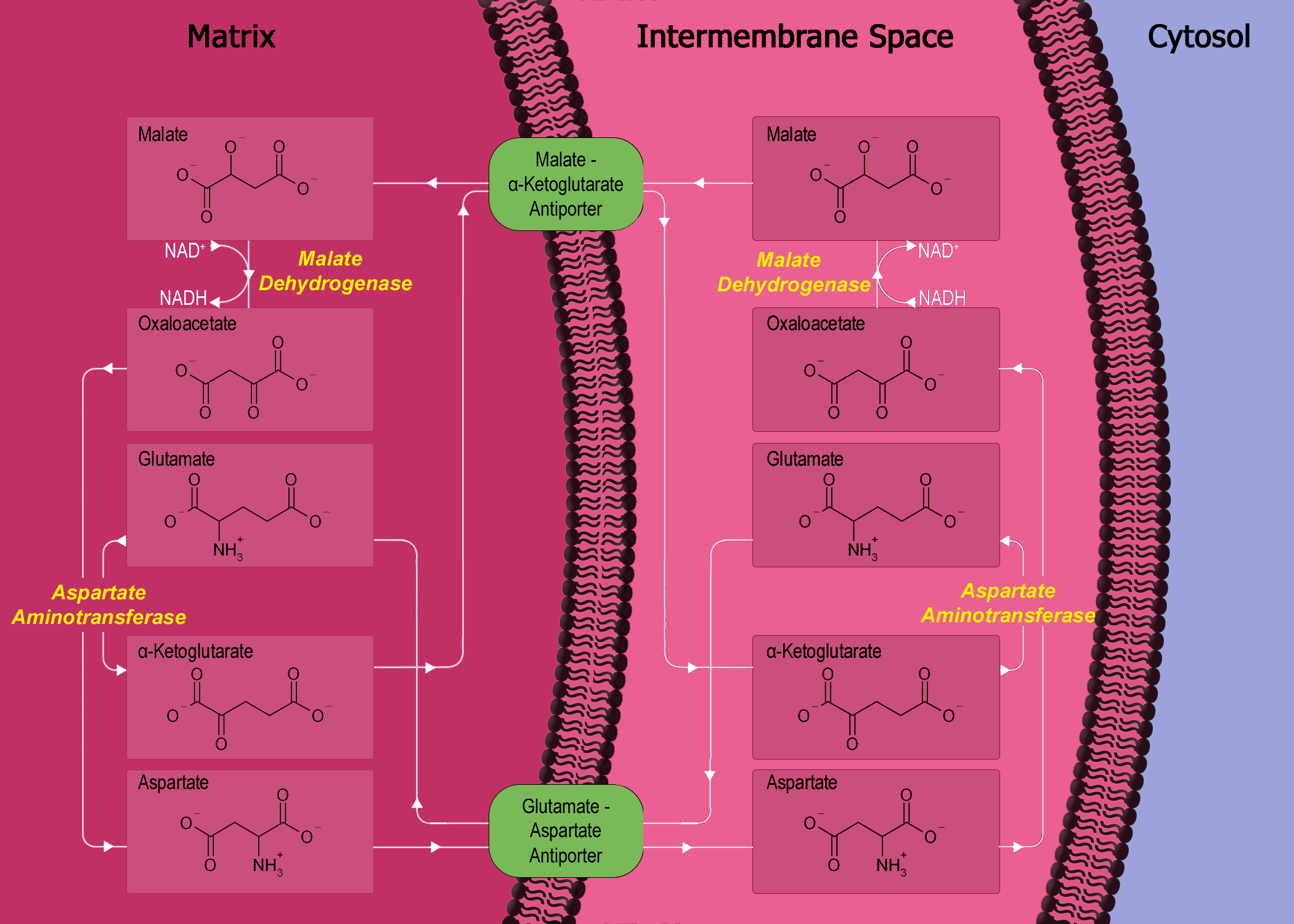
Malát-aspartátový člunek na schématu

Malát-aspartátový člunek (malátový cyklus) je metabolická dráha, která umožňuje přenos redukčních ekvivalentů z cytosolu buněk do mitochondrií. V buňce se tím řeší problém, co v aerobních podmínkách dělat s redukovaným NADH v cytosolu, kde se hromadí činností glyceraldehyd-3-fosfátdehydrogenázy (enzymu glykolýzy). Člunky tuto situaci řeší „přesunem“ NADH do mitochondrií, kde se snadno reoxiduje v dýchacím řetězci. NADH však přes membránu v žádné fázi tohoto cyklu neprochází, přenos je nepřímý. Podobným mechanismem je glycerolfosfátový člunek.
Na biochemické úrovni funguje malát-aspartátový člunek následovně: mitochondriální oxaloacetát je transaminován na aspartát, který prochází membránou mitochondrie do cytosolu a je transaminován zpět na oxaloacetát. Ten reaguje v cytosolu s NADH (s asistencí malátdehydrogenázy) za vzniku malátu a současné oxidace NADH na NAD+. Malát prochází zpět do mitochondrie, kde je oxidován na oxaloacetát za současné redukce NAD+ na NADH. Roli akceptora a donora aminoskupin hraje v průběhu cyklu glutamát účastnící se jako produkt nebo reaktant v transaminačních reakcích.